# Viktor von Grumbkow

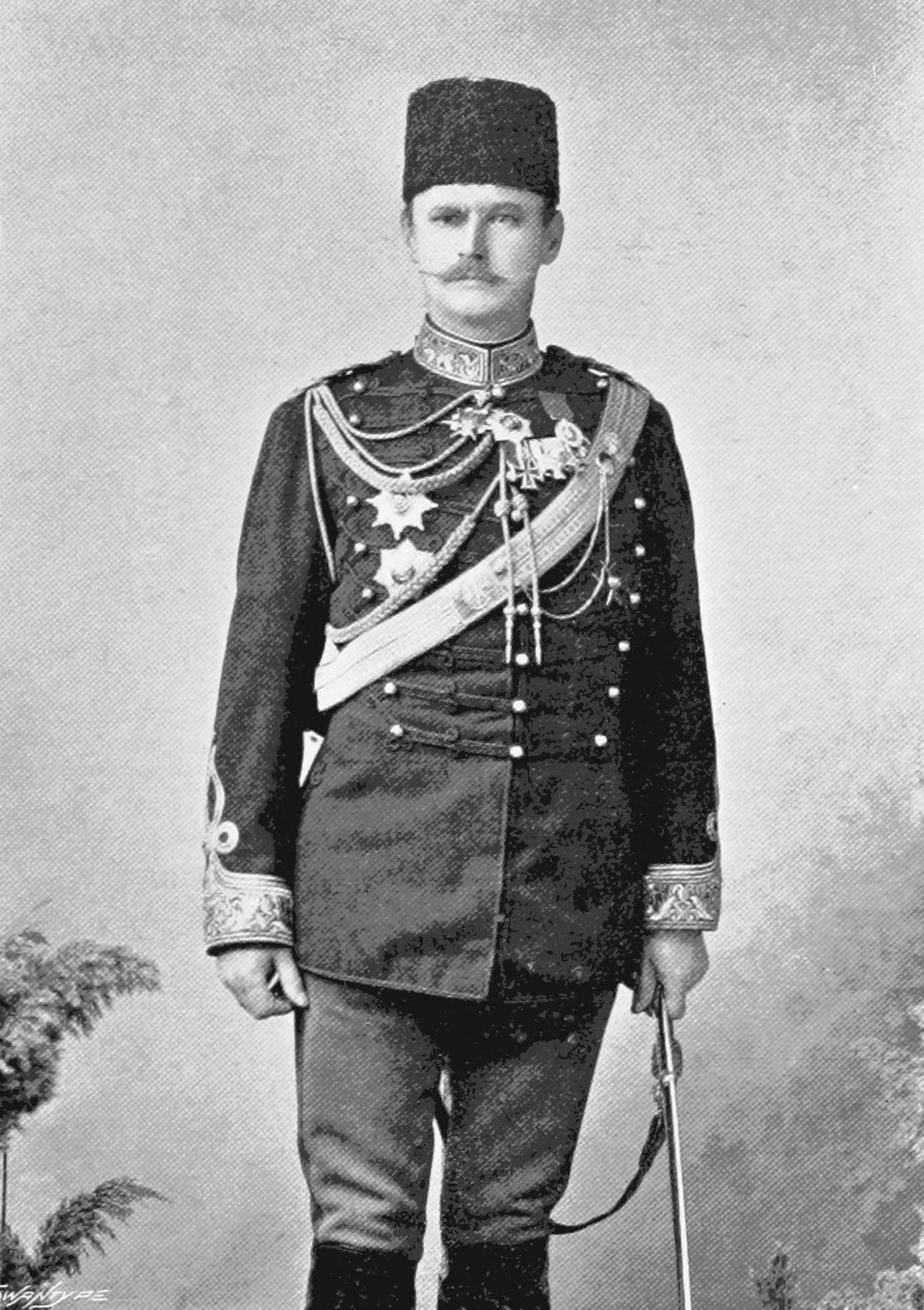
Viktor von Grumbkow in osmanischer Uniform

Viktor Karl Ludwig von Grumbkow, auch Grumbkow-Pascha, (* 3. Juli 1849 in Graudenz; † 1. Juli 1901 im Banat) war ein preußischer Generalmajor, osmanischer Generalleutnant sowie Generaladjutant von Sultan Abdülhamid II. Er gehörte zu den Offizieren, die im Auftrag der deutschen Regierung das Militärwesen im Osmanischen Reich reorganisierten.

## Leben

### Herkunft
Viktor entstammte dem alten pommerschen Adelsgeschlecht Grumbkow. Er war ein Sohn des preußischen Hauptmanns Julius von Grumbkow (1814–1879) und dessen zweiter Ehefrau Luise, geborene Honigmann (1823–1893).

### Militärkarriere
Nach seiner schulischen Ausbildung trat Grumbkow im April 1866 mit Aussicht auf Beförderung in die 1. Artilleriebrigade der Preußischen Armee ein. Mitte September 1867 wurde er in das Feldartillerie-Regiment Nr. 10 versetzt und avancierte zwei Monate später zum Sekondeleutnant. Drei Jahre später kämpfte er während des Krieges gegen Frankreich mit der 3. Leichten Batterie seines Regiments am 16. August 1870 in der Schlacht bei Vionville. Dabei wurde Grumbkow durch einen Granatsplitter an der Nase und Stirn schwer verwundet. Für seinen Einsatz erhielt er das Eiserne Kreuz II. Klasse. Nach dem Krieg besuchte er die Artillerie- und Ingenieurschule, auf der er sich umfassendes Wissen in artilleristischer Organisation, Technik und Taktik aneignete. 1872 zum Abteilungsadjutant in seinem Regiment ernannt. 1873 folgte seine Kommandierung zur Kriegsakademie. Nach erfolgreichem Abschluss war Grumbkow mehrere Jahre als Lehrer an der Kriegsschule in Kassel tätig. Nach einer Verwendung als Hauptmann und Batteriechef wurde er im Dezember 1886 zum Lehrer an Artillerie- und Ingenieurschule ernannt und 1889 zum Major befördert.
Auf Grund seiner artilleristischen Fähigkeiten wurde Grumbkow noch im gleichen Jahr in die Türkei gesandt und in der Osmanischen Armee angestellt. Er reorganisierte die Artillerie und stieg zum Divisionsgeneral sowie zum Flügeladjutanten des Sultans auf. Als Generalinspekteur der Artillerie leitete Grumbkow Schießübungen, wobei er besonderen Wert auf schnelle Feuerbereitschaft, sicheres Schießen und raschen Stellungswechsel legte. Er erprobte aber auch neue Waffen und Munition und reformierte die Verwaltung. Am Türkisch-Griechischen Krieges nahm er aktiv teil und konnte am 21. April 1897 Larisa besetzen. Schon sechs Tage später musste er aber aus politischen Gründen auf Wunsch der deutschen Regierung die Front verlassen.
Vom Sultan den Titel Pascha verliehen und zum preußischen Generalmajor befördert, verließ er am 29. Juni 1901 Konstantinopel. Zwei Tage vor Vollendung des 52. Lebensjahres starb Grumbkow am 1. Juli 1901 während der Rückfahrt nach Deutschland zwischen Orșova und Herkulesbad. Er wurde auf dem Friedhof Columbiadamm in Berlin bestattet.

### Familie
Er heiratete am 27. April 1879 in Eilenburg Johanna Bodemer (* 5. Oktober 1855; † 28. Dezember 1941). Das Paar hatte eine Tochter: 
- Sybille Dorothe Franziska Auguste (* 22. Oktober 1888) ⚭ 1918 Arthur von Müller (* 23. August 1882; 4. Juni 1945), von Russen ermordet